# Čeboksarskij rajon
Il Čeboksarskij rajon (in russo Чебоксарский район?; in ciuvascio: Шупашкар районĕ) è un rajon della Repubblica Ciuvascia, nella Russia europea; il capoluogo è l'insediamento di tipo urbano di Kugesi. Istituito il 5 settembre 1927, ricopre una superficie di 1 178,84 chilometri quadrati e ospita una popolazione di 62 258 abitanti. 
Il rajon è suddiviso in 17 insediamenti rurali. Il territorio è diviso dal fiume Volga in due parti disuguali: il Trans-Volga settentrionale e la riva destra meridionale.